# Marcel Grandin
Pour les articles homonymes, voir Grandin.

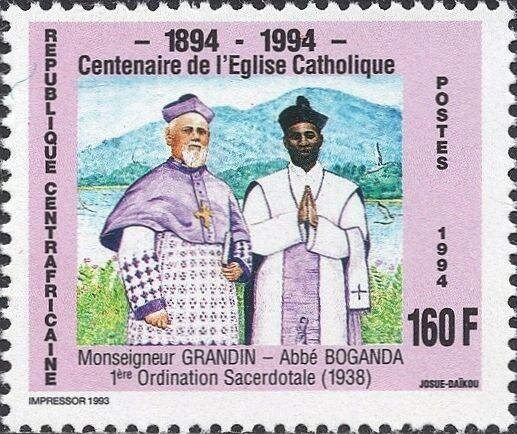
Un timbre centrafricain de 1994 représentant l'ordination du Père Barthélemy Boganda aux côtés de Marcel Grandin.

Marcel-Auguste-Marie Grandin (16 janvier 1885 - 4 août 1947) était un évêque catholique français.
Né à Beaulandais, dans l'Orne, en Normandie, il entre dans la Congrégation du Saint-Esprit et est ordonné prêtre en 1912. Affecté à Ubangi-Shari, il est nommé chef de l'Église catholique locale en 1928, et nommé évêque de Bangui en 1937. 
Grandin a joué un rôle important dans la vie religieuse et politique de Barthélemy Boganda, l'ordonnant en 1938 et l'encourageant à se présenter à l'Assemblée nationale (France) en 1946.
Grandin meurt à Bangui en 1947. Boganda, qui le respectait beaucoup, s'éloigne désormais de la hiérarchie ecclésiastique.